# Christian Haselberger
Christian Haselberger (Melk, 2 giugno 1989) è un ex calciatore austriaco, di ruolo difensore.